# Lista personajelor din Teoria Big Bang

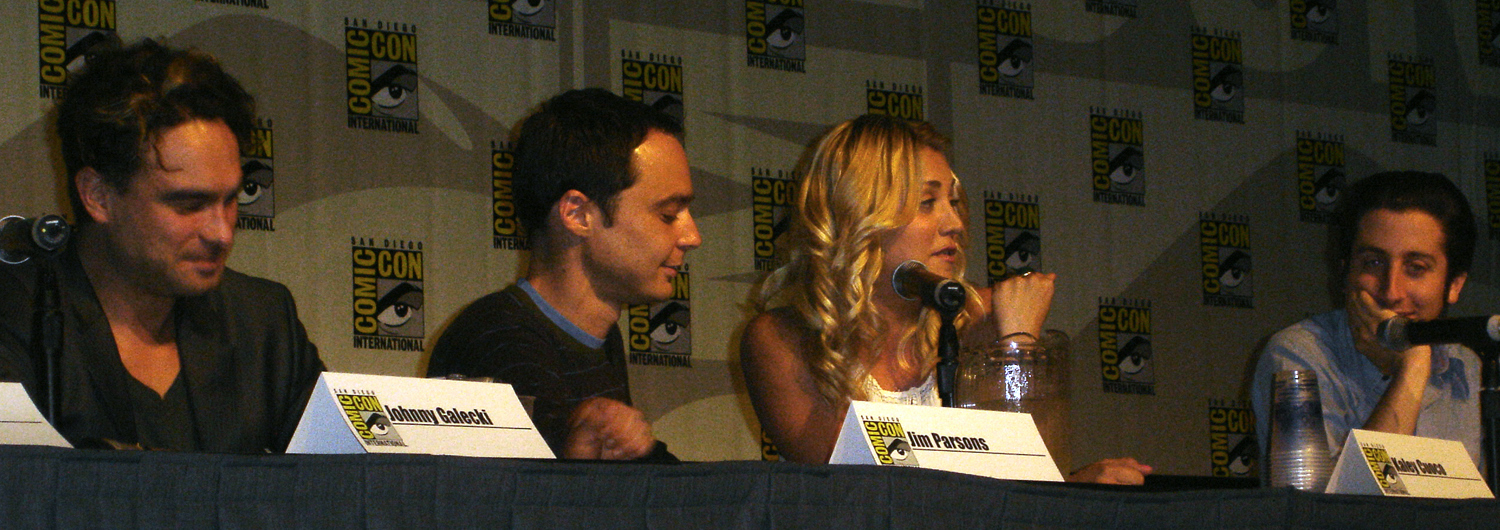
De la stânga la dreapta: Johnny Galecki, Jim Parsons, Kaley Cuoco și Simon Helberg.

Aceasta este o listă de personaje care apar în serialul american Teoria Big Bang.

## Personaje principale

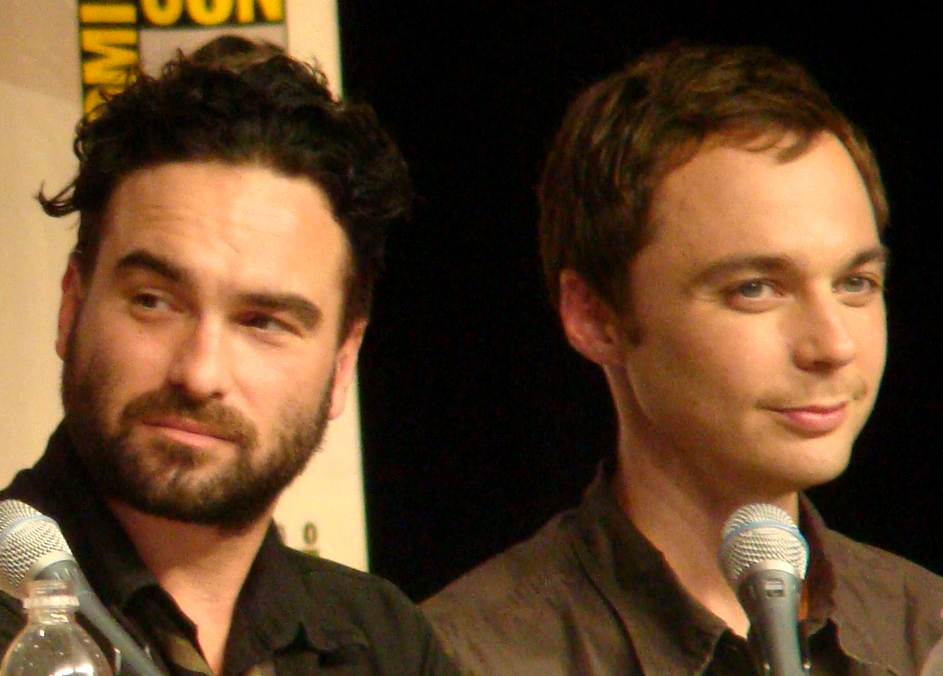
Johnny Galecki șiJim Parsons

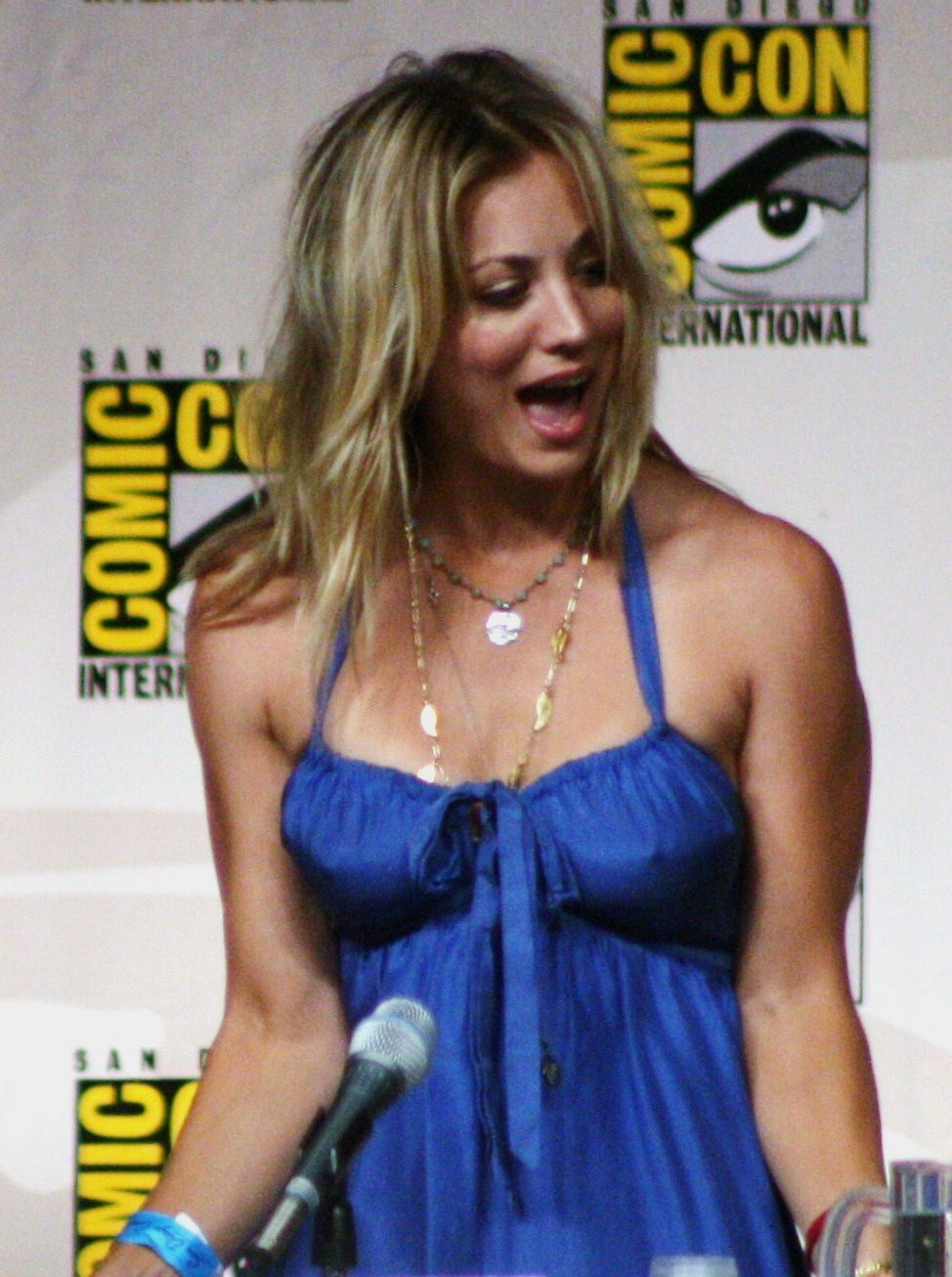
Penny (Kaley Cuoco)

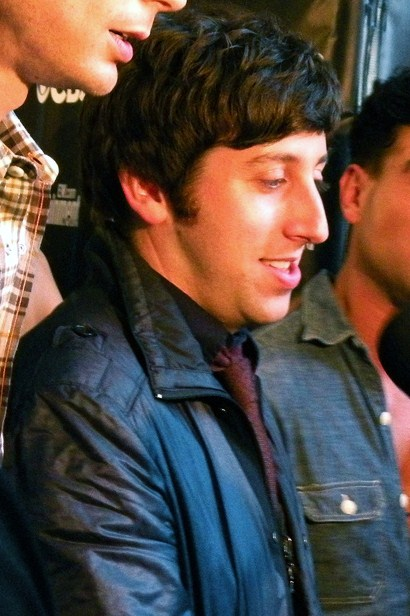
Howard (Simon Helberg)

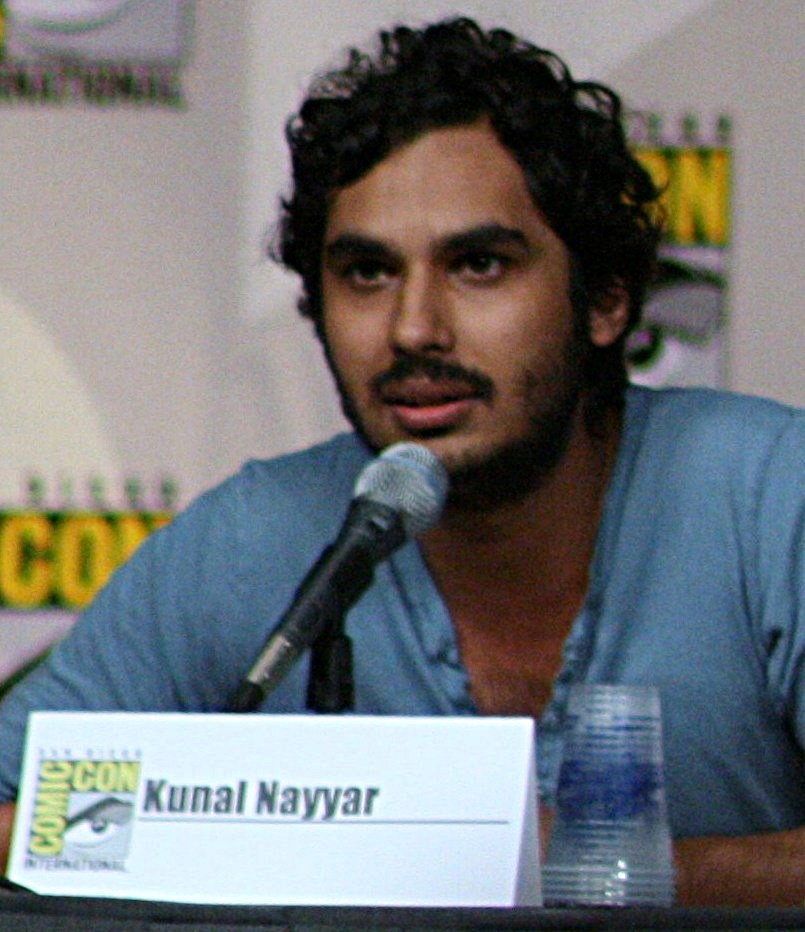
Raj (Kunal Nayyar)

- Dr. Leonard Hofstadter (Johnny Galecki) este un fizician experimental, absolvent de Caltech, ce împarte apartamentul cu Dr. Sheldon Cooper, într-un bloc din Pasadena, California. IQ-ul său este 173
- Dr. Sheldon Cooper (Jim Parsons) este cel mai bun prieten, și colegul de cameră, al lui Leonard Hofstadter
- Penny (nume de familie nemenționat) (Kaley Cuoco) este vecina de visa-vis a lui Leonard și Sheldon. Este orginară din Omaha, Nebraska. Penny este o frumoasă chelneriță la un restaurant The Cheesecake Factory.
- Howard Joel Wolowitz (Simon Helberg) este un inginer la Departamentul de Științe Aplicate al Caltech. Este evreu și locuiește împreună cu mama lui, care nu apare niciodată dar a cărei voce este auzită.
- Dr. Rajesh Ramayan "Raj" Koothrappali (Kunal Nayyar) este cel mai bun prieten al lui Howard Wolowitz. El este născut în New Delhi, India.

## Personaje ocazionale
- Dr. Leslie Winkle (Sara Gilbert), apare în 8 episoade, este un alt fizician care lucrează cu Leonard în același laborator.
- Amy Farrah Fowler (Mayim Bialik), apare în 11 episoade, este neurobiologist, sotia lui Sheldon Cooper.
- Bernadette Maryann Rostenkowski (Melissa Rauch), apare în 14 episoade, este colega de muncă a lui Penny. Bernadette este sotia lui Howard .

## Personaje secundare
- Kurt (Brian Patrick Wade)
- Dr. Eric Gablehauser (Mark Harelik)
- Mary Cooper (Laurie Metcalf)
- Doamna Wolowitz (vocea lui Carol Ann Susi)
- Dr. V.M. Koothrappali (Brian George) și Mrs. Koothrappali (Alice Amter): părinții lui *Raj
- Dr. Stephanie Barnett (Sara Rue)
- Dr. Beverly Hofstadter (Christine Baranski)
- Barry Kripke (John Ross Bowie)
- Stuart (Kevin Sussman)
- Wil Wheaton (în rolul său)
- Zack Johnson (Brian Thomas Smith)

## Apariții minore
Aceste personaje apar în puține episoade, de obicei într-un singur episod:
- Althea (Vernee Watson)
- Joyce Kim (Ally Maki)
- Chen (James Hong)
- Christy (Brooke D'Orsay)
- Toby Loobenfeld (DJ Qualls)
- Lalita Gupta (Sarayu Rao)
- Dennis Kim (Austin Lee)